# إلبيو أنايا
إلبيو أنايا (بالإسبانية: Elbio Anaya)‏ ولد عام 1889 كان جنرال أرجنتيني وشغل منصب وزير وزير الخارجية في الأرجنتين وهو أحد قادة ثورة 43 توفي عام 1986 .